# ProGet
ProGetはソフトウェア会社Inedoが開発したリポジトリ管理システムで、DevOpsの方法論のひとつである。ユーザーは個人的あるいは全社的なパッケージフェードを格納しておき、管理することができる。ProGetは本来Microsoft Windowsとマイクロソフトの開発プラットフォームのパッケージ管理システム（NuGet）上で動作するように設計されていたが、最新版では他のパッケージ管理システム（Chocolatey、Bower、npm、Maven、 Windows PowerShell など）と連携できるようになった。Dockerを使うことでLinux上でも動作可能。
ProGetのインタフェースだけではなく、その他のパッケージ管理システムのインタフェースからフェードを管理することもできる。

## 特徴
ProGetの特長は次の通りである。
- フェードアグリゲーション
- 集約したフェードはパッケージ・ライセンスでフィルタ
- ビルド・デプロイのサーバーインテグレーション・導入支援
- 複数フィードのサポート
- シンボルサーバーとソースサーバーの両用（PDBsのパッケージがある場合、シンボルサーバーとソースサーバーを分ける必要がない）
- ユーザーベースのセキュリティ
- 統合LDAP
- 自動フェイルオーバー
- 複数サイト複製
- Amazon S3とAzure Blobパッケージを支えているクラウドストレージ
- 配備・デプロイの記録
- パッケージのプロモーション・進歩記録

## References
1. ↑  “Use ProGet to Host Your Private Packages | ihadthisideaonce.com/”.   ihadthisideaonce.com/. 2015年6月1日閲覧。
2. ↑  “An Overview of the NuGet Ecosytsem | codeproject.com”.   codeproject.com. 2015年6月1日閲覧。
3. ↑  “Proget | Package Management Server for NuGet, npm, chocolatey, etc. | Inedo.com”.   inedo.com. 2015年10月5日閲覧。
4. ↑  “Proget 4.7 has been released”.   inedo.com. 2017年3月8日閲覧。